# Cadel Evans Great Ocean Road Race 2018
Das 4. Cadel Evans Great Ocean Road Race 2018 war ein australisches Straßenradrennen mit Start und Ziel nach 164 km in Geelong. Das Eintagesrennen findet zu Ehren des ehemaligen Tour-de-France-Siegers Cadel Evans statt. Es wurde am Sonntag, den 28. Januar 2018, ausgetragen. Das Radrennen gehörte der UCI WorldTour 2018 an.

## Teilnehmende Mannschaften
| WorldTeams (12)- Lotto Soudal - Trek-Segafredo - Team Sunweb - Sky - Mitchelton-Scott - Lotto NL-Jumbo - Quick-Step Floors - Katusha-Alpecin - Dimension Data - Bora-Hansgrohe - AG2R La Mondiale - BMC Racing Team Professional Continental Teams (3)- Aqua Blue Sport - Israel Cycling Academy - Roompot-Nederlandse Loterij Nationalmannschaft- Australien |
| |

## Strecke
Nach dem Start in Geelong gab 100 km lange Runde um Geelong. Danach folgten vier Runden à 15 km. Die Runde beinhaltete jeweils den Challambra Crescent (1 km lang/max. 10 % steil). Von der letzten Überquerung waren es noch neun Kilometer bis ins Ziel.

## Rennverlauf
Bei Temperaturen um die 40 Grad Celsius setzten sich mit dem Startschuss fünf Fahrer ab: Pawel Kotschetkow (Russland/Katusha Alpecin), Robbert de Greef (Niederlande/Roompot), Lasse Norman Hansen (Dänemark/Aqua Blue Sport), Sam Welsford und Alexander Porter (beide Australien/beide Nationalmannschaft). Maximal sechs Minuten konnten sie sich herausfahren. Auf der dritten Runde wurden Kotschetkow und Hansen als letzte vom Feld gestellt. In der letzten Runde setzten sich im Anstieg neun Fahrer ab: Peter Kennaugh (Großbritannien), Daniel Oss (Italien), Jay McCarthy (Australien/alle Bora), Simon Gerrans (Australien/BMC), Dries Devenyns (Belgien/Quick Step), Daryl Impey (Südafrika), Esteban Chaves (Kolumbien/Mitchelton Scott), Pierre-Roger Latour (Frankreich/Ag2R) sowie Robert Gesink (Niederlande) und George Bennett (Neuseeland/beide LottoNL) ab. Gut einen Kilometer vor dem Ziel schaffte eine weitere größere Gruppe den Anschluss zu den Ausreißern. Am Ende konnte McCarthy den Sprint der Gruppe vor Elia Viviani (Italien/Quick Step), der die höhere Endgeschwindigkeit hatte, aber schlecht positioniert war.

## Rennergebnis
| \| Gesamtwertung \| Gesamtwertung \| Gesamtwertung \| Gesamtwertung \| Gesamtwertung \| \| Fahrer \| Fahrer \| Land \| Team \| Zeit \| \| ------------- \| ------------------ \| ---------------------- \| ----------------- \| --------------- \| \| 1. \| Jay McCarthy \| Australien \| Bora-Hansgrohe \| 4 h 04 min 00 s \| \| 2. \| Elia Viviani \| Italien \| Quick-Step Floors \| + 0 s \| \| 3. \| Daryl Impey \| Südarfika \| Mitchelton-Scott \| + 0 s \| \| 4. \| Dries Devenyns \| Belgien \| Quick-Step Floors \| + 0 s \| \| 5. \| Simon Gerrans \| Australien \| BMC Racing Team \| + 0 s \| \| 6. \| Nikias Arndt \| Deutschland \| Team Sunweb \| + 0 s \| \| 7. \| Steele Von Hoff \| Australien \| Australien \| + 0 s \| \| 8. \| Maurits Lammertink \| Niederlande \| Katusha-Alpecin \| + 0 s \| \| 9. \| Enrico Battaglin \| Italien \| LottoNL-Jumbo \| + 0 s \| \| 10. \| Lars Bak \| Dänemark \| Lotto-Soudal \| + 0 s \| \| 11. \| Robert Gesink \| Niederlande \| LottoNL-Jumbo \| + 0 s \| \| 12. \| Owain Doull \| Vereinigtes Königreich \| Team Sky \| + 0 s \| \| 13. \| Pierre Latour \| Frankreich \| AG2R La Mondiale \| + 0 s \| \| 14. \| Koen de Kort \| Niederlande \| Trek-Segafredo \| + 0 s \| \| 15. \| Maarten Wijnants \| Belgien \| LottoNL-Jumbo \| + 0 s \| \| 16. \| Cameron Meyer \| Australien \| Mitchelton-Scott \| + 0 s \| \| 17. \| José Gonçalves \| Portugal \| Katusha-Alpecin \| + 0 s \| \| 18. \| Mikaël Chérel \| Frankreich \| AG2R La Mondiale \| + 0 s \| \| 19. \| Bjorg Lambrecht \| Belgien \| Lotto-Soudal \| + 0 s \| \| 20. \| Ruben Guerreiro \| Portugal \| Trek-Segafredo \| + 0 s \| |                    |                        |                   |                 |
| |                    |                        |                   |                 |
| Quelle: ProCyclingStats |                    |                        |                   |                 |
| Gesamtwertung |                    |                        |                   |                 |
| Fahrer | Fahrer             | Land                   | Team              | Zeit            |
| 1. | Jay McCarthy       | Australien             | Bora-Hansgrohe    | 4 h 04 min 00 s |
| 2. | Elia Viviani       | Italien                | Quick-Step Floors | + 0 s           |
| 3. | Daryl Impey        | Südarfika              | Mitchelton-Scott  | + 0 s           |
| 4. | Dries Devenyns     | Belgien                | Quick-Step Floors | + 0 s           |
| 5. | Simon Gerrans      | Australien             | BMC Racing Team   | + 0 s           |
| 6. | Nikias Arndt       | Deutschland            | Team Sunweb       | + 0 s           |
| 7. | Steele Von Hoff    | Australien             | Australien        | + 0 s           |
| 8. | Maurits Lammertink | Niederlande            | Katusha-Alpecin   | + 0 s           |
| 9. | Enrico Battaglin   | Italien                | LottoNL-Jumbo     | + 0 s           |
| 10. | Lars Bak           | Dänemark               | Lotto-Soudal      | + 0 s           |
| 11. | Robert Gesink      | Niederlande            | LottoNL-Jumbo     | + 0 s           |
| 12. | Owain Doull        | Vereinigtes Königreich | Team Sky          | + 0 s           |
| 13. | Pierre Latour      | Frankreich             | AG2R La Mondiale  | + 0 s           |
| 14. | Koen de Kort       | Niederlande            | Trek-Segafredo    | + 0 s           |
| 15. | Maarten Wijnants   | Belgien                | LottoNL-Jumbo     | + 0 s           |
| 16. | Cameron Meyer      | Australien             | Mitchelton-Scott  | + 0 s           |
| 17. | José Gonçalves     | Portugal               | Katusha-Alpecin   | + 0 s           |
| 18. | Mikaël Chérel      | Frankreich             | AG2R La Mondiale  | + 0 s           |
| 19. | Bjorg Lambrecht    | Belgien                | Lotto-Soudal      | + 0 s           |
| 20. | Ruben Guerreiro    | Portugal               | Trek-Segafredo    | + 0 s           |